# Calyptomyrmex friederikae
Calyptomyrmex friederikae är en myrart som beskrevs av Heinrich Kutter 1976. Calyptomyrmex friederikae ingår i släktet Calyptomyrmex och familjen myror. Inga underarter finns listade.